# Faro Isla Leones
El Faro Isla Leones es un faro abandonado de la Armada Argentina que se encontraba en la ubicación 45°03′01″S 65°36′26.77″O / -45.05028, -65.6074361, en la isla Leones, frente a la bahía San Gregorio, aproximadamente a 150 kilómetros al noroeste de la ciudad de Comodoro Rivadavia, Departamento Florentino Ameghino, en la Provincia del Chubut, Patagonia Argentina.

## Historia
El faro fue librado al servicio en el año 1917 con un alcance geográfico de 38,4 km y uno óptico de 51,2 km. Su luz emitía un destello cada 10 segundos. Fue abandonado en 1968, siendo reemplazado por el faro San Gregorio, aproximadamente a 3 km de distancia en tierra firme. 
En 1984 toda el área que rodea al faro pasó a dominio de Chubut. En años recientes fue declarado como Patrimonio Cultural Argentino. Hoy en día se encuentra abandonado y avanzado estado de destrucción, principalmente por las condiciones climáticas más que por el saqueo humano, ya que su acceso es dificultoso.
A pesar de su estado de abandono considerable, sus instalaciones están en buenas condiciones. A 100 años de su nacimiento, se lanzó un proyecto para refaccionar y poner en valor la Casa Faro Leones, de manera de fortalecer el destino turístico Camarones. La restauración del edificio abre expectativas y posibilidades de excursiones náuticas. Asimismo el plan lo recuperará como patrimonio 
que es. La primera etapa prometió acondicionar fachada y muros, recuperando la estructura general. También se pretende refaccionar galpones auxiliares para ofrecer a los visitantes un sitio para refugio, comedor y núcleo sanitario conservando la antigua Casa Faro.

## Características
La isla en la que se asienta se halla en la boca norte del Golfo San Jorge en el mar Argentino, se halla deshabitada y tiene unas 2 millas náuticas  de largo y 1,5 millas náuticas de ancho. Forma parte de un pequeño archipiélago junto con la isla Península Lanaud, el islote Rojo, así como otros islotes y rocas menores. Se halla en la parte más alta de la isla, a 79 metros sobre el nivel del mar. Con dimensiones considerables su casa-faro de 11 metros de altura y 11 lados y un sistema de construcción apoyado en la instalación de vías Decauville. Posee seis habitaciones, uno de los más importantes de la Patagonia y la Argentina. Por otro lado, al estar en una isla sin agua dulce existía un sistema de captación de agua original mediante canaletas y piletones abastece al complejo.
Su cúpula fue realizada en Francia. El faro era muy importante para la época, ya que emitía destellos de luz cada 10 segundos y tenía un alcance de 51 kilómetros. Desde lo alto del faro se observa la bahía Camarones donde en el siglo XVI llegaron los españoles, una lobería de una isla vecina, y muchas aves marinas y otras especies de animales que varían según la época: se pueden ver toninas, ballenas y elefantes marinos
En 2008 se creó el Parque Interjurisdiccional Marino Costero Patagonia Austral, el cual incluye a la isla Leones.

## Acceso y turismo
Para acceder a la isla se debe ingresar por el portal Isla Leones del Parque Patagonia Azul, pasando por el Campamento Cañadón del Sauce, y se llega hasta bahía Arrendondo.
Una vez alcanzada la costa se debe paga un servicio de excursiones que demanda entre 6 y 8 horas de recorrido. El viaje incluye el paso por distintos islotes y avistamiento todo tipo de fauna marina hasta llegar a isla. Una vez en el punto se realiza un trekking guiado donde se relata la historia del lugar, y se arriba a la mítica casa-faro.